# Erna Gräsbeck

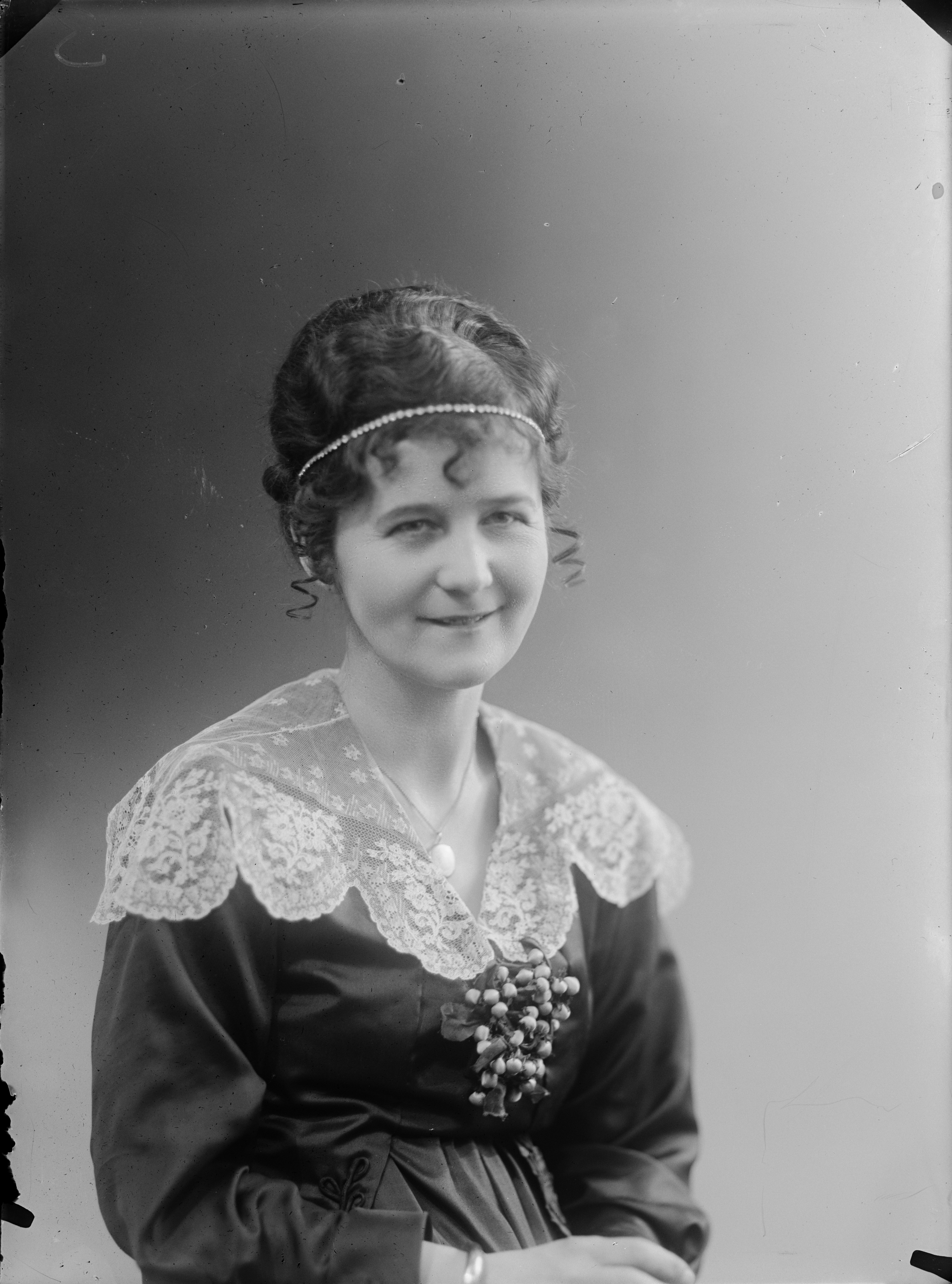
Erna Gräsbeck.

Erna Gräsbeck-Järnefelt, född 24 januari 1879 i Dünaburg, död 11 april 1958 i Helsingfors, var en finländsk operasångerska (sopran). 
Hon studerade sång i Helsingfors, Rom och Berlin 1905 och var därefter anställd vid Lortzingoperan och Komische Oper i Berlin, innan hon 1911 anställdes vid Finska operan i Helsingfors. Gräsbeck  hörde till den Finska Operans bärande krafter åren 1911-1929 och uppträdde i ca 40 operaroller, bl.a. som Susanna i Figaros bröllop och Mimi i La Bohème. Hon konserterade bl.a. i Helsingfors, Rom, Köpenhamn och Berlin . Hennes sång inspelades tre gånger på skiva, 1912, 1913 och 1926. Hon erhöll ordenstecknet Pro Finlandia och hennes porträtt hänger på Nationaloperan.